# Parlamento de Bretaña

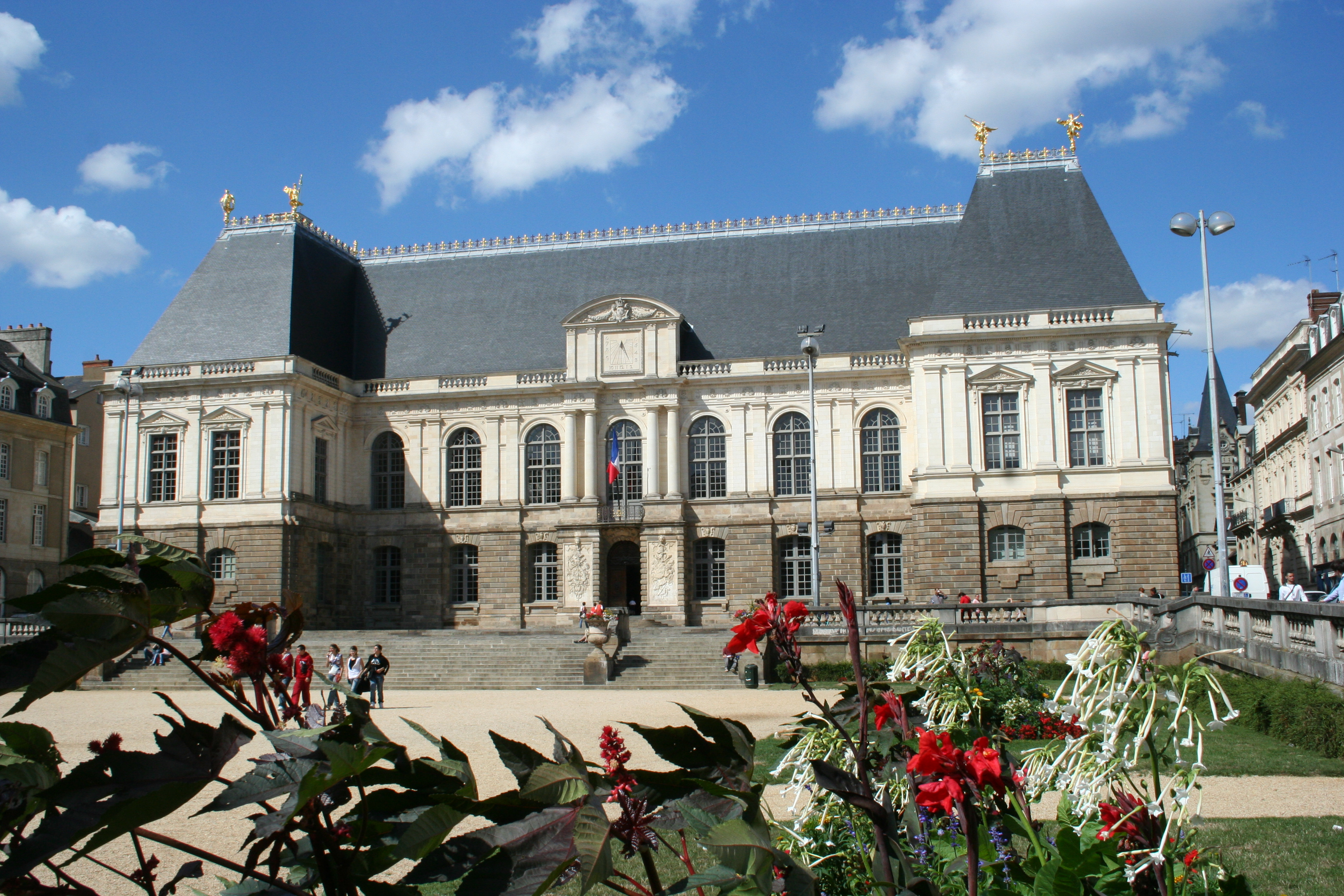
Palacio del Parlamento de Bretaña en Rennes.

El Parlamento de Bretaña fue un parlamento del Antiguo Régimen francés creado (bajo su forma final) en marzo de 1554 por un edicto de Enrique II.
Al igual que sus homólogos en las distintas provincias de Francia, no era un parlamento propiamente dicho, sino una corte superior de Justicia que servía de corte de apelación para los tribunales bretones de jurisdicciones inferiores. Poseía también prerrogativas legislativas establecidas por el tratado de unión de Bretaña con Francia en 1532, las llamadas «libertades bretonas», lo que le permitía cierto poder de contestación frente al poder real.
Tuvo su sede de manera permanente en el Palacio del parlamento de Bretaña en Rennes desde 1655 hasta su disolución por la Revolución francesa en febrero de 1790 (excepto durante un periodo temporal en Vannes de 1675 a 1690).

## Cronología
- Desde el siglo XIII se da el nombre de "Parlamento" a una asamblea de vasallos del duque de Bretaña que se reúne para deliberar; siendo el "Parlamento general" la asamblea de todos los nobles del ducado que se reúnen para tratar de asuntos judiciales o fiscales.
- 1408: El "Parlamento general" toma el nombre de "Estados de Bretaña" para distinguirse del parlamento ordinario.
- A partir de 1485, fecha en la que el duque Francisco II decide trasladar su sede a Vannes para marcar su soberanía respecto al Parlamento de París, el nombre de Parlamento de Bretaña comienza a imponerse.
- 1492-1532. Pese a que los reyes de Francia consiguen hacerse con el ducado de Bretaña, el Parlamento continúa existiendo.[2]
- 1675. Como castigo por la Revuelta del papel sellado, Luis XIV traslada el Parlamento a Vannes entre 1675 y 1690.
- 1720. El edificio del Parlamento recientemente construido se libra del incendio que destruye gran parte de Rennes.
- 1790. En el marco de la Revolución francesa, el 3 de febrero la Asamblea Nacional decreta el fin de los parlamentos provinciales, y con él, el del Parlamento de Bretaña.

## Competencias y composición

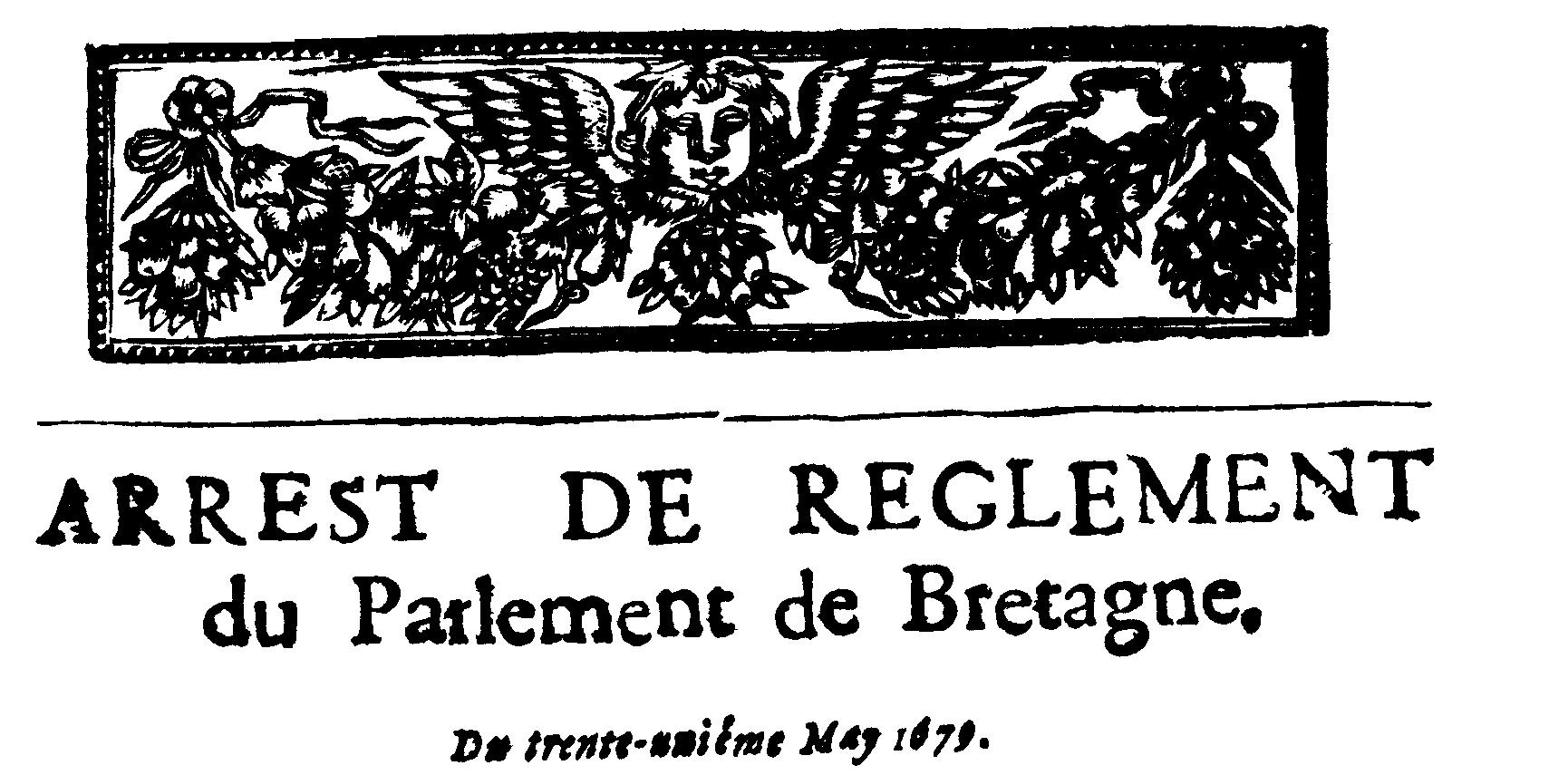
Encabezado de un edicto con el reglamento del Parlamento de Bretaña (1679)

Sus competencias giraron principalmente en torno a lo judicial y a lo administrativo, siendo su composición variable en el tiempo.
En lo judicial, si su primera vocación era la de ocuparse de los recursos de los procesos tanto civiles como criminales, también tuvo que instruir e intervenir como jurisdicción de primera instancia en un amplio número de cuestiones que desbordaban las competencias de los otros tribunales de Bretaña.
En lo administrativo, el Parlamento de Bretaña poseía algunas prerrogativas administrativas tales como la tutela de las parroquias o de la policía general. Los contenciosos y las quejas que le llegaban le permitieron estar informado lo suficientemente de los problemas de Bretaña como para emitir edictos con reglamentos. También se ocupó de adaptar las ordenanzas y los edictos reales a la provincia.
Hoy en día sus archivos, relativamente bien conservados, se encuentran en los archivos del Consejo General de Ille y Vilaine, en Rennes.